# Nationaal Park Har Us Nuur
Nationaal Park Har Us Nuur (Mongools: Хар ус нуур байгалийн цогцолбор газар) is gelegen in de ajmag Hovd in het westen van Mongolië. Het gebied werd opgericht tot nationaal park op 13 juni 1997 per parlementaire resolutie (№ 47/1997), mede dankzij de steun van het WWF. Het nationaal park heeft een oppervlakte van 8.529,95 km². Een groot deel van het nationaal park is valt onder de Conventie van Ramsar, wat inhoudt dat het een watergebied is van internationaal belang, met name voor watervogels.

## Kenmerken
Nationaal Park Har Us Nuur ligt op circa 20 kilometer ten oosten van de regionale hoofdstad Hovd en omvat drie grote zoetwatermeren — Har Us Nuur, Har Nuur en Dörgön Nuur. Het grootste meer, Har Us Nuur, is de naamgever van het nationaal park. Dit meer heeft een oppervlakte van maar liefst 1.859,2 km², strekt zich uit van noord naar zuid over een lengte van 72,2 km en heeft een maximale breedte van 25,8 km. Aan de zuidoostkust van de Har Us Nuur ligt de Zjargalant Hajrhan, een bergketen die een hoogte van meer dan 3.800 meter bereikt. In het nationaal treft men een mozaïek van biotopen aan, waar rietbedden, hooilanden, droge steppe, bergsteppe, halfwoestijnen en bergtoendra zich afwisselen.

## Dierenwereld
Het nationaal park biedt een onderkomen aan ongeveer 200 vogelsoorten, waaronder zeldzame en bedreigde broedvogels als het altaiberghoen (Tetraogallus altaicus), zwaangans (Anser cygnoides), witkopeend (Oxyura leucocephala), witoogeend (Aythya nyroca), kroeskoppelikaan (Pelecanus crispus), witbandzeearend (Haliaeetus leucoryphus), witnekkraanvogel (Grus vipio), relictmeeuw (Ichthyaetus relictus), Hodgsons paapje (Saxicola insignis) en de Kozlows heggenmus (Prunella koslowi). Daarnaast leven er in de berggebieden zeldzame zoogdieren als sneeuwluipaard (Uncia uncia), altai-argali (Ovis ammon ammon) en Siberische steenbok (Capra sibirica). Eveneens bijzonder is het voorkomen van de Mongoolse kropgazelle (Gazella subgutturosa hilleriana), die leeft aan de voet van het gebergte en de tarbagan (Marmota sibirica), die op de lagere en middelste hellingen voorkomt. Daarnaast werden er sinds 2004 przewalskipaarden (Equus ferus przewalski) geherintroduceerd in de bufferzone van het nationaal park. Deze dieren werden overgebracht vanuit hun acclimatiseringsgebied in het Nationaal Park Cévennen van Frankrijk. Anno 2013 bestond de populatie al uit 40 individuen.

## Afbeeldingen

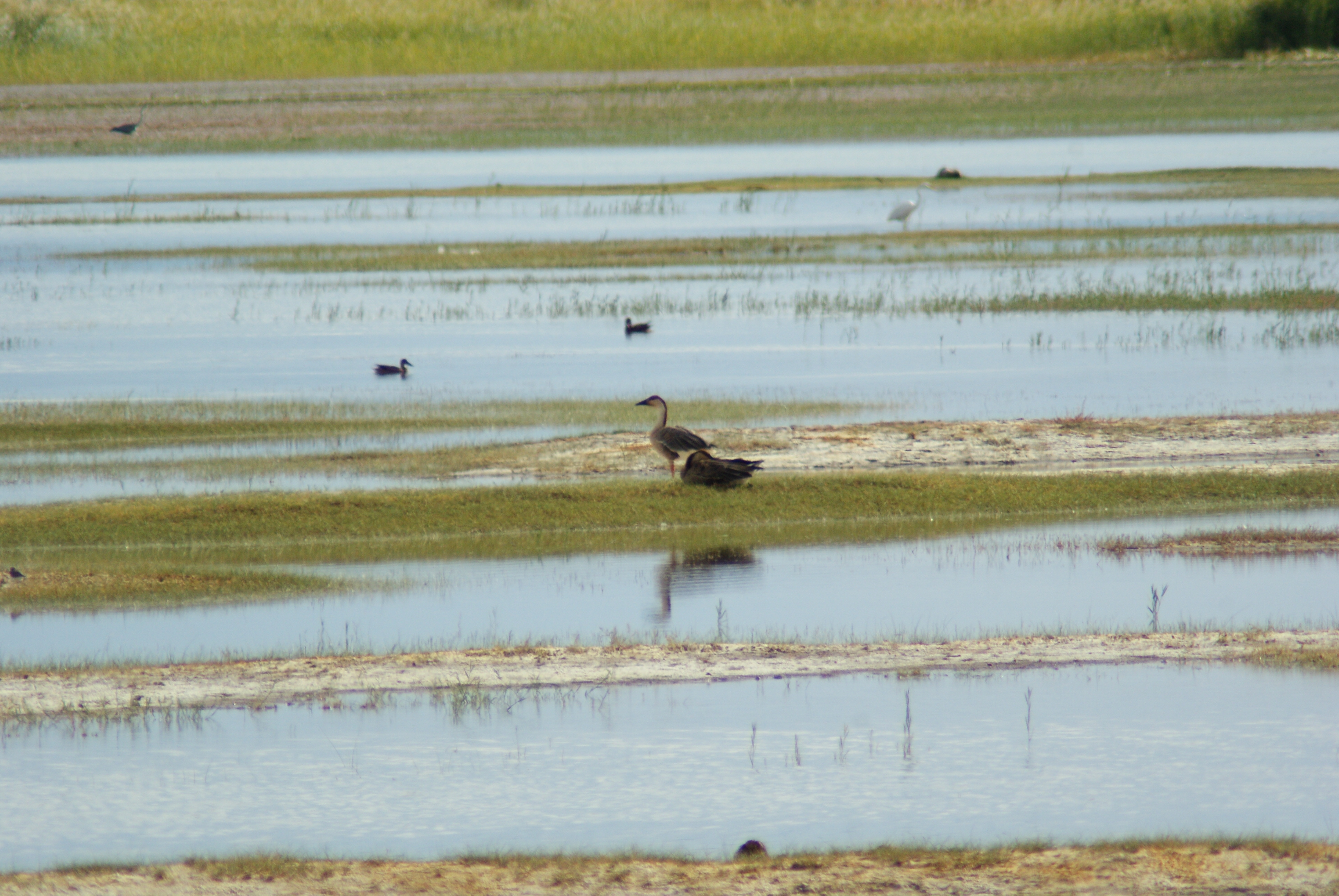
Zwaanganzen (Anser cygnoides) in het nationaal park.
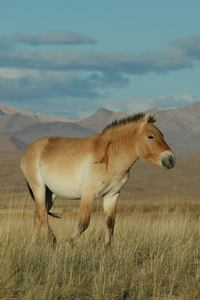
Foto van een przewalskipaard (Equus przewalskii) na de herintroductie in het nationaal park.
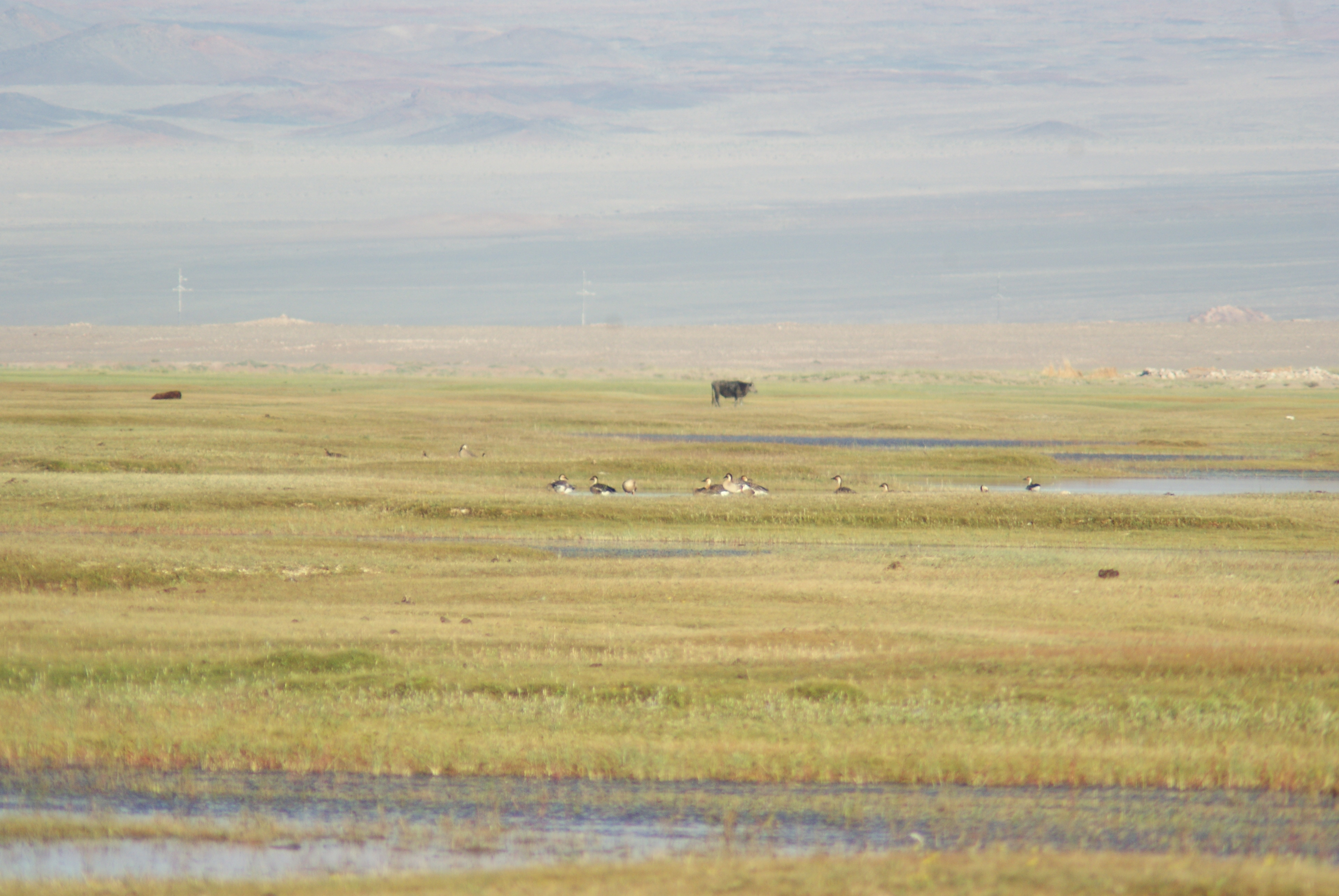
Steppelandschap van het park.
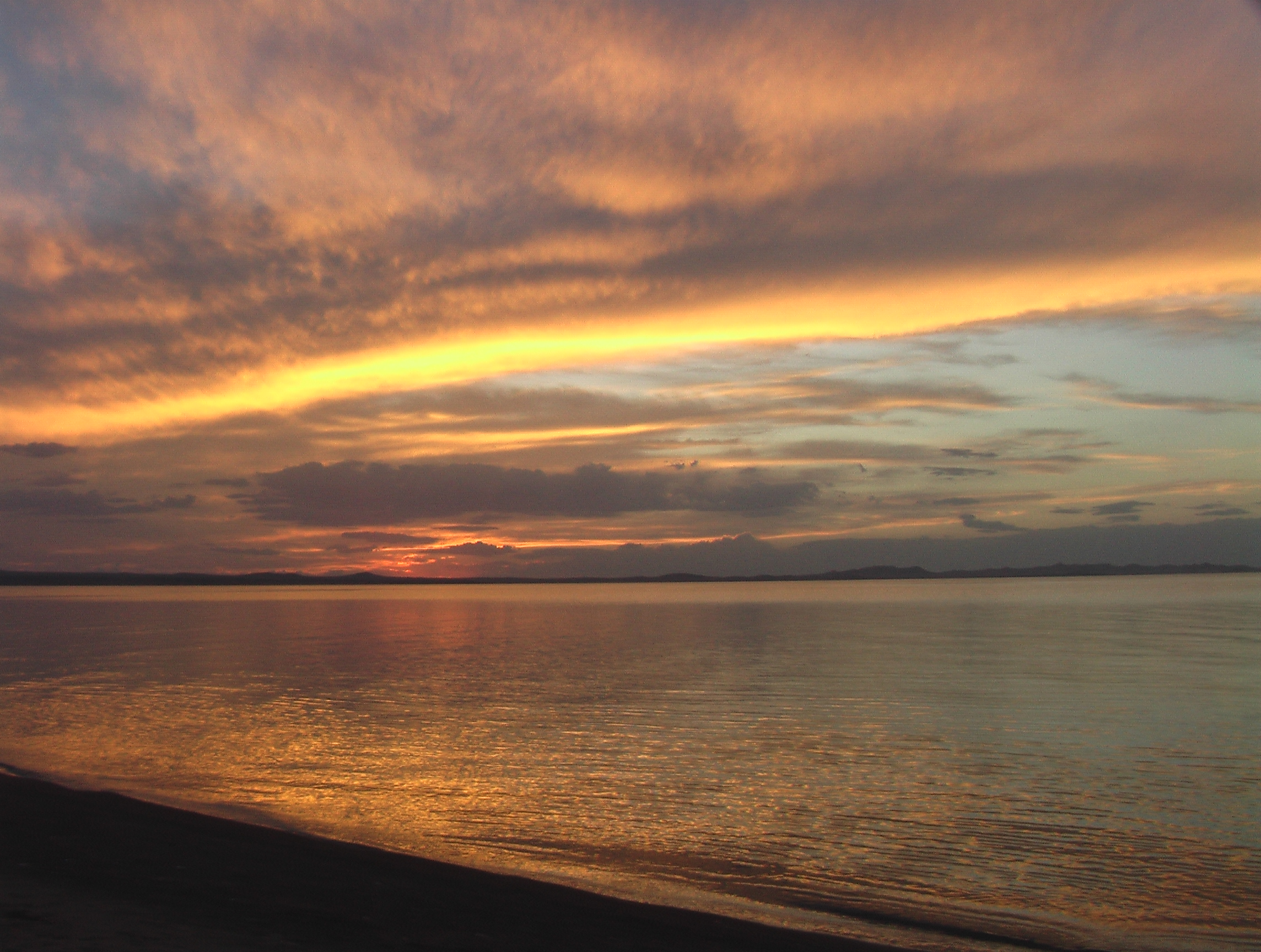
Zonsondergang over het zoetwatermeer Har Nuur.

Altaj Tavan Bogd · 
Bulgan Gol · 
Darĭganga · 
Gorhi-Terelzj · 
Govĭ Gurvan Sajhan · 
Hangajn Nuruu · 
Han Höhii · 
Har Us Nuur · 
Horgo-Terhiin Tsagaan Nuur · 
Högnö-Tarna · 
Hövsgöl Nuur · 
Hustain Nuruu · 
Ih Bogd Uul · 
Ih Gazryn Tsjuulu · 
Mjangan Ugalzatyn · 
Mongol Els · 
Mönhhajrhan Uul · 
Nojon Hangaj · 
Öndörhaan Uul · 
Onon Balzj · 
Orhony Hödii · 
Siilhemiin Nuruu · 
Tarvagatajn Nuruu · 
Tengis-Sjesjgediin Golyn Aj Sav · 
Tsambagarav Uul · 
Tsjigertejn Golyn Aj Sav · 
Tuzjiin Nars · 
Ulaagtsjiny Har Nuur · 
Zar Bajdgariin Golyn Ehen Sav